# Naracoorte
Naracoorte ist eine ländlich geprägte Kleinstadt im Südosten von South Australia und liegt etwa 330 km entfernt von Adelaide am Riddoch Highway (A66) nahe der Grenze zu Victoria. Sie hat 4888 Einwohner.
Man geht davon aus, dass sich der Name der Stadt aus der örtlichen Aborigine-Sprache ableitet und entweder für „Ort fließenden Wassers“ oder „Großes Wasserloch“ steht. Eine bestehende Uneinigkeit bezüglich der genauen Bedeutung des Namens geht auf die vielen Schreibvarianten wie beispielsweise Narcoot, Nancoota oder Nanna-coorta zurück, die für den Ort üblich waren.

## Geschichte
Vor der Besiedlung durch die Weißen lebten Aborigines vom Stamm der Meintangk in diesem Gebiet, die sich bis in die 1870er hinein der Besiedelung durch die Weißen widersetzen.
Die erste weiße Siedlung in dieser Gegend geht auf das Jahr 1842 zurück als sich der Pionier George Ormerod dort niederließ. Drei Jahre später entschloss sich ein weiterer Siedler, der wohlhabende schottische Einwanderer William MacIntosh, ein Dorf zu gründen, welches er nach seinem Geburtsort Kincraig nannte. Er machte dort einen Laden auf und eröffnete auch ein Hotel, um weitere Siedler anzulocken. Die Bevölkerung begann allerdings erst in den 1850er-Jahren spürbar zu wachsen, nachdem Gold im benachbarten Victoria entdeckt wurde und viele Schürfer durch dieses Gebiet kamen.
Ab dem Jahr 1869 hieß der Ort offiziell Narracoorte, wobei sich noch nicht die heutige Schreibweise herausgebildet hatte. Davor gab es mehrere unterschiedliche Namen für das Dorf, darunter Kincraig, Narracoorte oder auch Skyetown. Ein Jahr später wurde der Siedlung der Status einer Ortschaft zuerkannt. Damals lebten dort 900 Einwohner. 1875 gab es die erste Zeitung. Erst nachdem die Eisenbahn Naracoorte im Jahr 1876 erreicht hatte, war ein weiteres langsames wenngleich stetiges Bevölkerungswachstum gesichert. 1924 wurde der Ortschaft schließlich die lokale Selbstverwaltung gewährt.

## Wirtschaft
In früheren Jahren wurde in Naracoorte hauptsächlich Schaf- und Rinderzucht betrieben. Parallel zu dessen Niedergang bildete sich später der Weinbau als neues landwirtschaftliches Standbein der Region aus. Zu nennen sind hier die drei Weinbaugebiete Coonawarra, Wrattonbully und Padthaway die zudem auch viele Besucher anlocken.
Der Tourismus ist eine weitere neue wirtschaftliche Einkommensquelle der Gegend. Beflügelt wird er spätestens seitdem 1994 der nahegelegene Naracoorte-Caves-Nationalpark von der UNESCO als Weltnaturerbe in die Liste des Welterbes aufgenommen wurde. Auch das in seiner Bedeutung hochstehende Feuchtgebiet Bool Lagoon lockt viele Reisende an.

## Sehenswürdigkeiten
- Höhlen (Alexandra Cave, Victoria Fossil Cave, Blanche Cave) im nahegelegenen Naracoorte-Caves-Nationalpark
- Bool Lagoon
- Sheep's Back Museum
- Mini Jumbuk Centre

## Klima
|                       | Jan  | Feb  | Mär  | Apr  | Mai  | Jun  | Jul  | Aug  | Sep  | Okt  | Nov  | Dez  |   |      |
| Mittl. Tagesmax. (°C) | 29,7 | 29,5 | 26,3 | 22,1 | 18,0 | 15,1 | 14,2 | 15,4 | 17,5 | 20,4 | 24,7 | 27,1 | ⌀ | 21,6 |
| Mittl. Tagesmin. (°C) | 11,3 | 11,7 | 9,6  | 7,8  | 6,9  | 5,5  | 5,2  | 5,3  | 6,5  | 6,5  | 8,5  | 10,0 | ⌀ | 7,9  |

| 11,3 |

| 11,7 |

| 9,6 |

| 7,8 |

| 6,9 |

| 5,5 |

| 5,2 |

| 5,3 |

| 6,5 |

| 6,5 |

| 8,5 |

| 10,0 |

| 11,3 |

| 11,7 |

| 9,6 |

| 7,8 |

| 6,9 |

| 5,5 |

| 5,2 |

| 5,3 |

| 6,5 |

| 6,5 |

| 8,5 |

| 10,0 |